# Alphabet City
Alphabet City (Ciudad Alfabeto) es un barrio ubicado dentro del East Village en el distrito (borough) neyorquino de Manhattan (Estados Unidos). Su nombre proviene de las avenidas A, B, C y D, las únicas avenidas en Manhattan nombradas con una sola letra. Está rodeado por la calle Houston al sur y la calle 14 al norte donde limita con Stuyvesant Town. Algunos de sus principales puntos de interés incluyen Tompkins Square Park y el Nuyorican Poets Café.
El vecindario tiene una larga historia, siendo un centro cultural y un enclave étnico para las poblaciones alemanas, polacas, hispanas y judías de Manhattan. Sin embargo, existe mucha disputa sobre los límites exactos de Alphabet City, el East Village y el Lower East Side. Históricamente el límite norte del Bajo Manhattan es la calle 14, el río Este al este y la Primera Avenida al oeste. La presencia alemana a inicios del siglo XX virtualmente terminó luego del desastre del General Slocum en 1904.
Alphabet City es parte del Distrito Comunitario 3 y su principal código ZIP es 10009. Es patrullada por el noveno precinto del Departamento de Policía de Nueva York.

## Etimología

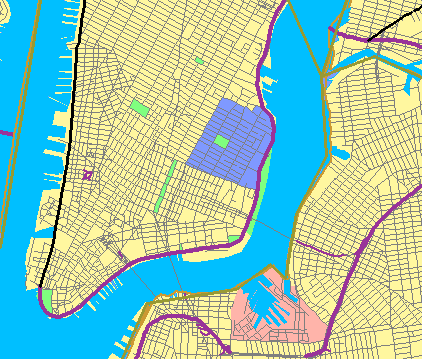
Mapa de Alphabet City dentro del Bajo Manhattan

El tendido de calles original de Manhattan especificado por el Plan de los Comisionados de 1811 estableció 16 vías de orientación norte-sur que tendrían un ancho de 30 metros. Estas incluían 12 avenidas numeradas y cuatro nombradas por letras que se ubican al este de la Primera Avenida denominadas avenida A, B, etc. En el Midtown y más al norte, la avenida A finalmente es renombrada como Beekman Place, Sutton Place, Avenida York y Avenida Pleasant; la avenida B fue renombrada como avenida East End, aunque la avenida Paladino en Harlem del Este es llamada algunas veces avenida B. (No habían avenidas más al este en esta parte de la ciudad). Más al sur, las avenidas mantienen sus nombres con letras.
El nombre «Alphabet City» se piensa que es relativamente nuevo mientras el East Village y Alphabet City eran consideradas simplemente como parte del Lower East Side por gran parte de su historia. El historiador urbano Peter G. Rowe señala que el nombre empezó a ser usado en los años 1980, cuando la gentrificación empezó a expandirse al este desde Greenwich Village. La primera aparición del término en The New York Times es en un editorial de 1984 editorial firmado por el entonces alcalde Ed Koch, llamando al gobierno federal de los Estados Unidos a ayudar en la lucha contra el crimen en las peligrosas calles de ese vecindario:

El vecindario conocido como Alphabet City debido a sus avenidas nombradas con letras que corren al este de la Primera Avenida hasta el río, ha sido por años ocupado una plaga persistente de vendedores de droga callejeros cuya flagrancia en el tráfico ha destruido la vida de la comunidad en el vecindario.

Un artículo posterior en ese mismo año de 1984 en el Times describió el vecindario utilizando un número de nombres: «Artistas jóvenes ... se están mudando a un área referida de forma variada como Alphabetland, Alphabetville, o Alphabet City (Avenidas A, B, C y siguientes en el Lower East Side de Manhattan)».
Varios conjuntos de sobrenombres han sido asociados con la denominación ABCD incluyendo Aventurero, Brave (Valente), Crazy (loco) y Dead (muerto) y, más recientemente según el escritor George Pendle, «Affluent (Opulento), Bourgeois (Burgués), Comfortable (Cómodo), Decent (decente)».

## Historia

### Desarrollo temprano
El área que hoy forma Alphabet City fue ocupado originalmente por la tribu Lenape. Los Lenape se mudaban de acuerdo con las estaciones. Se acercaban a la costa para pescar durante los veranos y se retiraban al interior de la isla para cazar y cultivar durante el invierno y el otoño. Manhattan fue adquirido en 1626 por Peter Minuit de la Compañía Neerlandesa de las Indias Occidentales que ocupó el cargo de director-general de los Nuevos Países Bajos. La población de la colonia neerlandesa de Nueva Ámsterdam se ubicó principalmente de lo que actualmente es la calle Fulton, mientras que al norte de ese límite se extendía un número de pequeñas plantaciones y grandes granjas que eran llamadas bouwerij (luego fue anglificado a «boweries»; modern Neerlandés: boerderij). Alrededor de estas granjas hubo un número de enclaves de africanos libres o «medianamente libres», que servían como un espacio de amortiguación entre los neerlandeses y los nativos americanos. Hubo varias «boweries» en el área de lo que es hoy Alphabet City. El más grande era el Bowery N.º 2, que perteneció a diversas personas antes que la mitad oriental del terreno fuera dividió y dado a Harmen Smeeman en 1647.
Muchas de estas granjas se convirtieron en propiedades ricas a mediados del siglo XVIII. Las familias Stuyvesant, DeLancey, y Rutgers llegarían a ser dueñas de casi todos los terrenos en el Lower East Side, incluyendo las porciones que luego se convertirían en Alphabet City. Para finales del siglo XVIII, los propietarios de terrenos en el Bajo Manhattan empezaron a tener sus terrenos medidos para facilitar la futura expansión de la ciudad mediante un plan hipodámico. Debido a que cada propietario realizó su propia medición, hubo muchas grillas de calles que no se alinearon entre ellas. Varias leyes estatales, aprobadas en los años 1790, dieron a la ciudad de Nueva York la capacidad de planear, abrir y cerrar calles. El plan final, publicado en 1811, resultó en la actual grilla de calles al norte de la calle Houston. Las avenidas que recorren de norte a sur en el Lower East Side fueron terminadas en los años 1810, y las que van de este a oeste en 1820s.

### SigloXIX

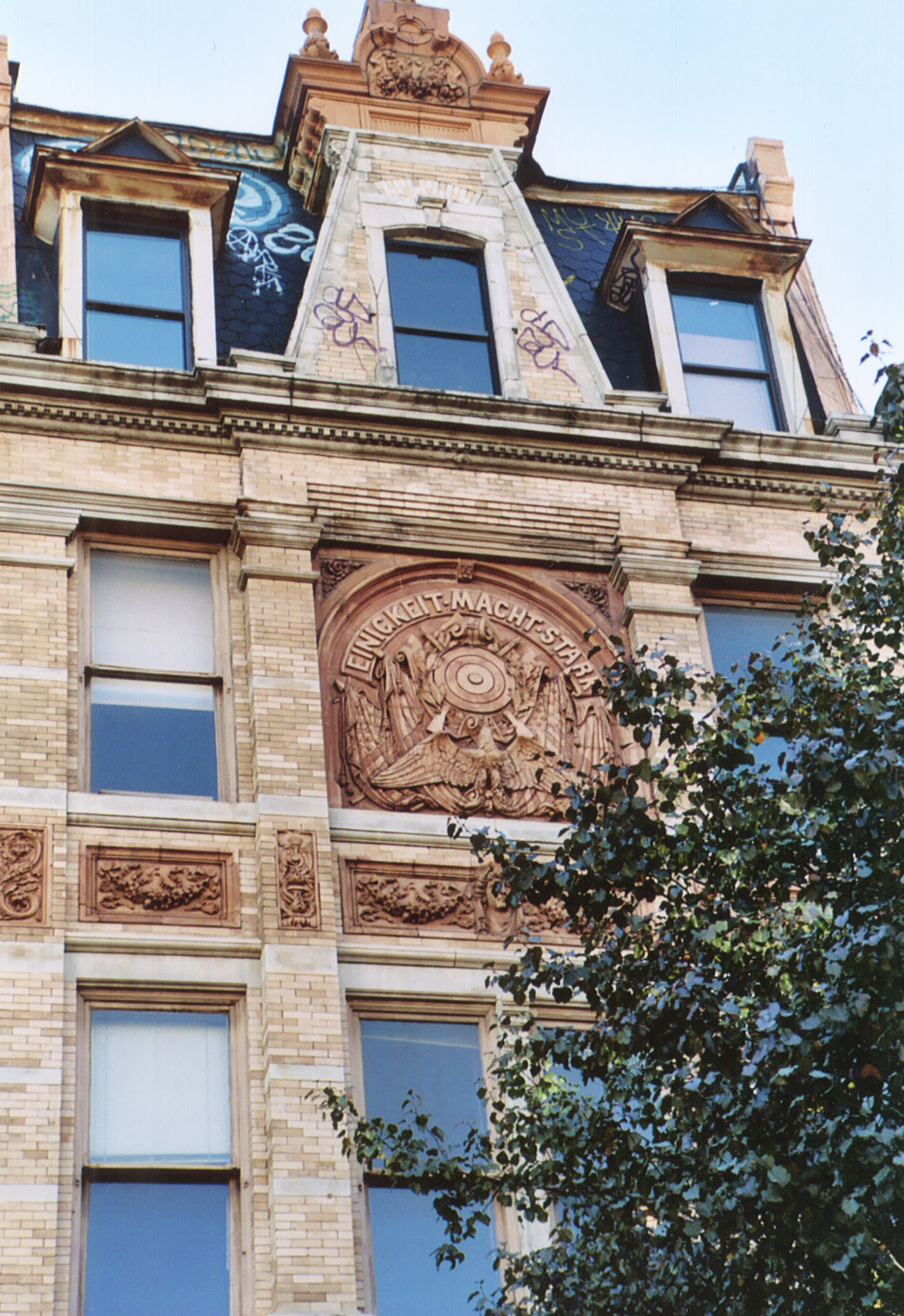
Antigua Sede de la German-American Shooting Society en el número 12 de St. Mark's Place (1885), parte de Little Germany

El plan de los comisionados y la grilla de calles resultante fue el catalizador de la expansión de la ciudad hacia el norte, y por un corto periodo, la porción del Lower East Side que es hoy Alphabet Cityfue uno de los vecindarios residenciales más adinerados de la ciudad. Luego de la apertura de las vías, la construcción de casas adosadas llegó al Lado Este y al Noho para inicios de los años 1830.. En 1833, Thomas E. Davis y Arthur Bronson compraron toda la cuadra de la calle 10 desde la avenida A hasta la avenida B. La cuadra estaba junto al Tompkins Square Park, ubicado entre las calles 7 y 10 desde las avenidas A a B, abierto ese mismo año. A pesar de que el parque no estaba en el plan original de 1811, parte del terreno entre las calles 7 y 10 al este de la Primera Avenida fue separado para un mercado que finalmente nunca se construyó. Se construyeron casas adosadas de dos pisos y medio a tres pisos en ambos lados de las calles por los desarrolladores Elisha Peck y Anson Green Phelps; Ephraim H. Wentworth; y Christopher S. Hubbard y Henry H. Casey. Siguiendo el rápido crecimiento del vecindario, el cuartel 17 de Manhattan fue dividido del cuartel 11 en 1837. La antigua área abarcaba desde la avenida B al Bowery mientras que la recién creada cubría desde la avenida B hasta el Río Este.
Para mediados del siglo XIX, muchos de los habitantes más ricos continuaron mudándose al norte hacia el Upper West Side y el Upper East Side.: 10  Algunas familias ricas se quedaron y un observador notó en los años 1880 que esas familias «miraban con desdén a los advenedizos de la Quinta Avenida». En general, sin embargo, la población más rica del vecindario empezó a declinar a medida que muchos se mudaron al norte. Por su parte, inmigrantes de Irlanda, Alemania y Austria se mudaron a las casas adosadas y mansiones.
La población del cuartel 17 de Manhattan, que incluía la parte occidental del actual Alphabet City, aumentó de 18,000 personas en 1840 a más de 43,000 en 1850, y casi se volvió a duplicar a 73,000 personas en 1860, convirtiéndose en el cuartel más poblado de la ciudad en ese tiempo.: 29, 32  Como resultado del Pánico de 1837, la ciudad experimentó menos construcción que en los años anteriores y así hubo una escasez de unidades inmobiliarias disponibles para inmigrantes, causando la tugurización de muchas casas en el Bajo Manhattan. Otra solución fueron las novedosas «tenant houses» (casas de vecindad), o conventillo, dentro del East Side.: 14–15  Varios de esos edificios fueron construidos por la familia Astor y Stephen Whitney. Los constructores rara vez se involucraban en la operación diaria de los conventillos y usualmente subcontrataban caseros (muchos de ellos inmigrantes o hijos de inmigrantes) para administrar cada edificio. Muchos conventillos fueron erigidos con habitaciones de 7.6 metros por 7.6 metros, antes de que la legislación pertinente fuera aprobada en los años 1860. Para atender asuntos sobre inseguridad e insalubridad, un segundo grupo de leyes fue aprobado en 1879, requiriendo que cada habitación tuviera ventanas, llevando a la creación de pozos de ventilación entre cada edificio. Los conventillos que fueron construidos conforme a las especificaciones legales fueron llamados Old Law Tenements. Movimientos de reforma, tales como el iniciado por el libro de Jacob Riis «Cómo vive la otra mitad», continuaron el intento de aliviar los problemas del área a través de casas de asentamiento, como la Henry Street Settlement, y otras organizaciones de bienestar y servicio.: 769–770 
Debido a que muchos de los nuevos inmigrantes eran germanoparlantes, la moderna Alphabet City, el East Village y el Lower East Side colectivamente empezó a hacerse conocido como «Little Germany» (en alemán: Kleindeutschland).: 29  El vecindario tuvo la tercera población urbana más grande de alemanes luego de Viena y Berlín. Era el primer vecindario con idioma extranjero de los Estados Unidos; cientos de clubes políticos, sociales, deportivos y recreacionales se establecieron en este periodo. Numerosas iglesias se construyeron en el vencidario de las que muchas siguen en pie. Además, Little Germany también tenía su propia biblioteca en la Segunda Avenida, hoy la oficina Ottendorfer de la Biblioteca Pública de Nueva York. Sin embargo, la comunidad empezó a declinar luego del hundimiento del General Slocum el 15 de junio de 1904, en el que más de cien germano-estadounidenses murieron.
Los alemanes que se mudaron del área fueron reemplazados por inmigrantes de muchas otras nacionalidades. Esto incluyó grupos de italianos y judíos de Europa oriental así como griegos, húngaros, polacos, rumanos, rusos, eslovacos y ucranianos. Cada uno de estos grupos se asentó en enclaves relativamente homogéneos.: 769–770  En «Cómo vive la otra mitad», Riis señala que «un mapa de la ciudad, coloreado según nacionalidades, podría mostrar más rayas que la piel de una cebra, y más colores que cualquier arcoíris».: 20  Uno de los primeros grupos en poblar lo que antes fue Little Germany fueron los judíos asquenazíes hablantes de Yidis, que primero se asentaron al sur de la calle Houston antes de mudarse al norte. Los polacos católicos así como los húngaros protestantes también tendrían un significativo impacto en el East Side, construyendo casas de oración una junta a la otra a lo largo de la calle 7 a inicios del siglo XX. Para los años 1890, los conventillos fueron diseñados en estilo Reina Ana y neorrománico. Los conventillos construidos en la última parte de la década fueron del estilo Tenements built in the later part of the decade were built in the neorrenacentista. En ese tiempo, el área fue cada vez identificándose como parte del Lower East Side.

### SigloXX

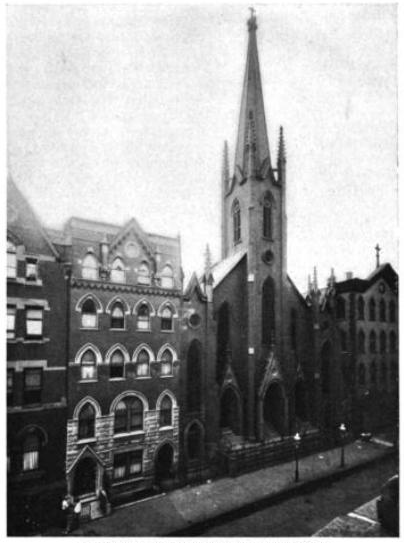
San Nicolás Kirche se ubicó en la calle 2 Este, justo al oeste de la Avenida A. La iglesia y casi todos los edificios en esa calle fueron demolidos en los años 1960 y reemplazados por una playa de estacionamiento para el edificio Village View Houses

La Ley de Casas de Alquiler del Estado de Nueva York de 1901 cambió drásticamente las regulaciones a las que los edificios de alquiler tenían que adecuarse. Simultáneamente el Yiddish Theatre District o «Yiddish Rialto» se desarrolló dentro del East Side. Estuvo conformado por varios teatros y otras formas de entretenimiento para los inmigrantes judíos de la ciudad. Para la Primera Guerra Mundial, el distrito de teatro albergaba entre 20 a 30 espectáculos cada noche. Luego de la Segunda Guerra Mundial, el teatro judío se fue haciendo menos popular, y para mediados de los años 1950, quedaban abiertos pocos teatros en el distrito.
La ciudad construyó First Houses en la manzana formada por las calles calle 3 este y 2 este y las avenidas Primera y A en 1935–1936, fue el primer proyecto de vivienda pública en Estados Unidos.: 769–770 : 1  El vecindario originalmente terminaba en el río Este, al este de donde se ubicaba la avenida D se ubicó posteriormente. A mediados del siglo XX, se utilizaron escombros de la Segunda Guerra Mundial embarcado desde Londres para ganar terreno al río y extender la orilla para la construcción de la autopista Franklin D. Roosevelt. El enclave polaco en el East Village también perduró. Varios otros grupos de inmigrantes se han mudado del barrio y sus antiguas iglesias fueron vendidas y se volvieron catedrales ortodoxas. Inmigrantes latinoamericanos empezaron a mudarse al East Side, asentándose en la parte oriental del vecindario y creando un enclave que luego sería conocido como Loisaida.
La población del lado este de Manhattan empezó a declinar al inicio de la Gran Depresión en los años 1930 y la aplicación de la Ley de inmigración de 1924, y la expansión del Metro de Nueva York a otros barrios. Varios conventillos viejos, que se consideraron ruinosos e innecesarios, fueron destruidos a mediados del siglo XX. Las Village View Houses en la Primera Avenida entre las calles 2 Este y 6, se inauguraron en 1964. parcialmente en el sitio de la antigua San Nicolás Kirche.
Hasta mediados del siglo XX, el área era simplemente la parte norte del Lower East Side, con una similar cultura de vida inmigrante trabajadora. En los años 1950 y 1960s, la migración de beatniks al vecindario atrajo luego hippies, músicos, escritores, y artistas que tuvieron que salir de Greenwich Village por la rápida gentrificación que se dio ahí.: 254  Entre los primeros habitantes desplazados de Greenwich Village estaban los escritores Allen Ginsberg, W. H. Auden, y Norman Mailer, quienes se mudaron al área en 1951–1953.: 258  Un grupo de galerías de arte cooperativas en la calle 10 Este (a las que luego se referirían colectivamente como las 10th Street galleries) se abrieron alrededor del mismo tiempo empezando con la Tanger y la Hansa, que se inauguraron en 1952. Mayores cambios vinieron en 1955 cuando la línea elevada de la Tercera Avenida que corría por el Bowery y la Tercera Avenida fue retirada. Esto hizo que el vecindario sea más atractivo a potenciales residentes y, para 1960, The New York Times dio que "esta área esta graualmente siendo reconocida como una extensión de Greenwich Village ... extendiendo, en consecuencia, la bohemia neoyorquina de río a río". El parea se convirtió en un centro de la contracultura en Nueva York, y fue el lugar de nacimiento y el hogar histórico de muchos movimientos artísticos como el punk rock y el movimiento literario Nuyorican .
Para los años 1970 y 1980, la ciudad en general estaba en declive y próxima a la bancarrota, especialmente luego de la crisis fiscal de 1975. Los edificios residenciales en Alphabet City y el East Village sufrieron grandes niveles de deterioro a medida que los propietarios no realizaban el mantenimiento adecuado a sus edificios.: 191–194  La ciudad compró muchos de esos edificios pero tampoco tuvo la capacidad de mantenerlos debido a falta de fondos. A pesar del deterioro de las estructuras en el área, las escenas musicales y de artes escénicas florecieron. Para los años 1
A pesar del deterioro de las estructuras en el East Village, sus escenas musicales y artísticas iban viento en popa. Para los años 1970, salones de bailes gay y clubes de punk rock clubs empezaron a abrir en el barrio. Estas incluían el Pyramid Club que abrió en 1979 en el 101 de la avenida A. Recibió actos musicales como Nirvana y los Red Hot Chili Peppers, así como actores drag como RuPaul y Ann Magnuson.

### Gentrificación
Alphabet City fue uno de los muchos vecindarios en Nueva York que experimentaron la gentrificación a finales del siglo XX e inicios del XXI. Múltiples factores dieron como resultado una baja criminalidad y altas rentas en todo Manhattan y en Alphabet City en particular. Las avenida A a la D fueron mucho menos bohemias en el siglo XXI que lo que fueron en décadas anteriores. En los 1970s, los alquileres fueron extremamente bajos y el barrio estaba considerando entre los últimos lugares en Manhattan donde mucha gente quisiera vivir. Sin embargo, tan pronto como en 1983, el Times reportó que debido a la influencia de artistas, muchos establecimientos e inmigrantes fueron forzados a dejar el área debido al aumento de los alquileres. Para el siguiente año, los profesionales jóvenes conformaron una gran porción de la demografía del barrio. Aun así, los crímenes se mantuvieron y había mucha venta de droga realizándose abiertamente en Tompkins Square Park.
Tensiones debido a la gentrificación derivaron en la revuelta de Tompkinks Square Park, que tuvo lugar luego de que la población se manifestara en contra de una propuesta de restricción de acceso a las personas sin hogar que frecuentaban el parque. Luego de la revuelta se redujo el ritmo del proceso gentrificación a la vez que los precios de los inmuebles bajaron. Sin embargo, para fines del siglo XX, los precios recuperaron su subida inicial. Casi la mitad de las tiendas en el East Village abrieron en la década posterior a la revuelta y la cantidad de espacios desocupados bajó del 20% al 3%, mostrando que muchos de los muchos de los comerciantes de largo tiempo salieron del vecindario.
El Museum of Reclaimed Urban Space abrió en la avenida C en el edificio conocido como C-Squat en 2012. Un archivo viviento de activismo urbano, el museo explora la historia de los movimientos de base en el East Village y ofrece tours de caminatas guiadas en los huertos comunitarios, ocupaciones y sitios de cambio social.

### Representación política
Políticamente, Alphabet City se encuentra en el 7.º y 12.º distritos congresionales. También está en los distritos senatoriales 27 y 28 del Senado de Nueva York, los distritos 65 y 74 de la Asamblea Estatal de Nueva York, y los distritos 1 y 2 del Consejo Municipal de Nueva York.

## Arquitectura

### Edificios históricos
Grupos de la comunidad local como el GVSHP trabajan activamente para obtener declaración de monumentalidad para el distrito del East Village y preservar y proteger la identidad arquitectónica y cultural del barrio. A inicios del 2011, la Comisión para la Preservación de Monumentos Históricos de Nueva York (LPC) propuso la creación de un pequeño distrito a lo largo de la cuadra de la calle 10 que se encuentra al norte del Tompkins Square Park. En enero del 2012, el distrito histórico de la calle 10 Este fue establecido.
Varios edificios notables han sido declarados como monumentos individualmente, algunos gracias a los esfuerzos del GVSHP. Estos incluyen:
- Las First Houses en la calle 3 Este y la avenida A, el primer proyecto de vivienda pública del país construido en 1935 y declarado monumento en 1974[52]
- La Christodora House, construida en 1928 e inscrita en el Registro Nacional de Lugares Históricos en 1986[86]
- La Tompkins Square Lodging House for Boys and Industrial School de la Children's Aid Society ubicada en el número 296 de la calle 8 Este, construida en 1886 y declarado como monumento en el 2000[87]
- La Elizabeth Home for Girls de la Children's Aid Society ubicada en el 308 de la calle 12 Este, construida en 1891–1892 y declarada como monumento en el 2008[88]
- El Wheatsworth Bakery Building, construido en 1927–1928 y declarado como monumento en el 2008[89]
- La Iglesia de San Nicolás de Mira en el número 288 de la calle 10 Este, declarado como monumento en el 2008[90]
- La Primera Iglesia Bautista Alemana (Sinagoga Town & Village) en el 334 de la calle 14th Este, declarado como monumento en el 2014[91]

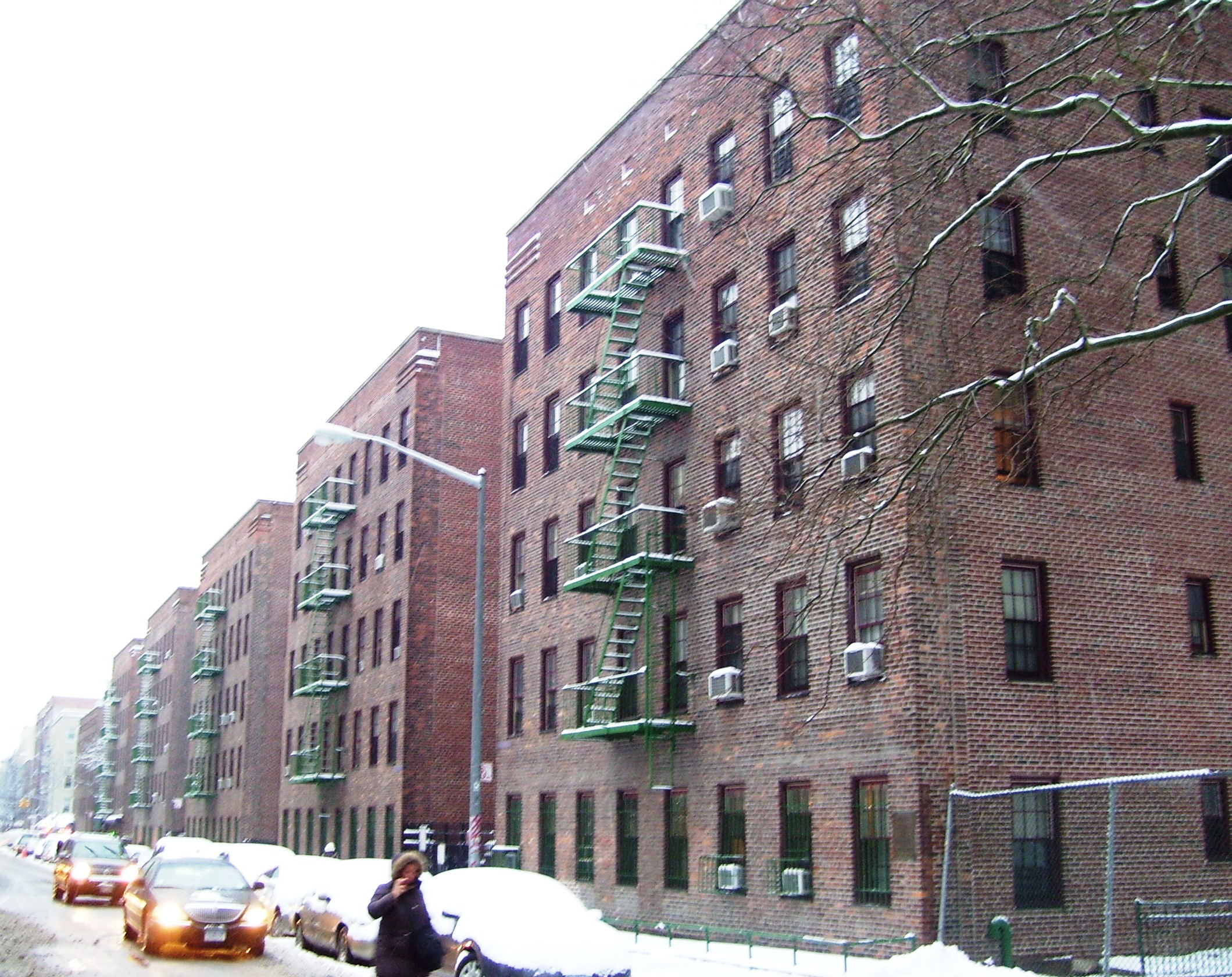
First Houses
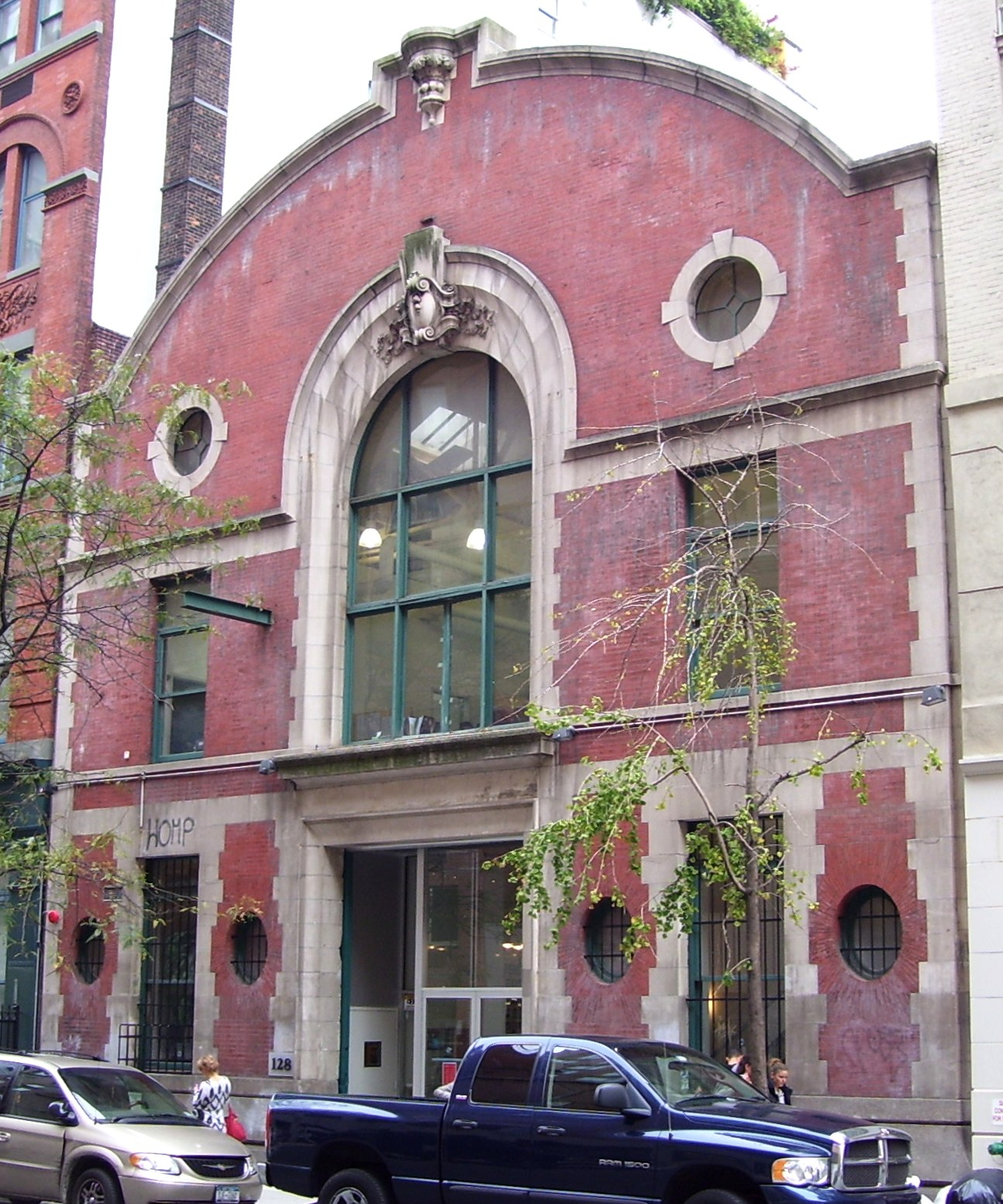
128 de la calle 13 Este

### Otras estructuras
Otros edificios notables incluyen el «Political Row», una cuadra de imponentes casas adosadas en la calle 7 este entre las avenidas C y D donde vivieron, durante el siglo XIX, líderes políticos de todo tipo. El monumnetal edificio Wheatsworth Bakery en la calle 10 Este cerca de la avenida D y, a su lado, el número 143-145 de la avenida D, un vestigio sobrevimiento del Dry Dock District que alguna vez ocupó la orilla del río Este con actividades industriales.
Alphabet City tiene una gran cantidad de casas sobrevivientes del siglo XIX relacionadas con la historia marítima del vecindario y que también fueron las primeras casas en ser construidos cuando esa zona era tierra de cltivo. A pesar de los esfuerzos de la GVSHP para preservar esas casas, el LPC aún no las protege. Una casa adosada de 1835 ubicada en el 316 de la calle 3 Este fue demolida en el 2012 para la construcción de un edificio de rentas de 33 departamentos llamado «The Robyn». En el 2010, la GVSHP y la Coalición Comunitaria del East Village pidieron a la LPC considerar declarar como monumento histórico a los inmuebles ubicados en el 326 y 328 de la calle 4 Este, dos casas adosadas de estilo neogriego que datan de 1837 a 1841 que alojaron casas de comerciantes afiliados a los astilleros, una sinagoga y, más recientemente, una muestra de arte denominada Uranian Phalanstery. Sin embargo, el LPC no les otorgó el estatus de monumentalidad. La LPC también denegó añadir el 264 de la calle 7 este (la antigua casa de la ilustradora Felicia Bond) y cuatro casas adosadas al Distrito Histórico East Village/Lower East Side.
En el 2008, a casi todo Alphabet City se le bajó la zonificación como parte de un esfuerzo de grupos de la comunidad local, incluyendo el GVSHP, y autoridades electas. En muchas partes de Alphabet City, la rezonificación requiere que toda nueva construcción se dé en armonía con el carácter residencial del área.

## Loisaida

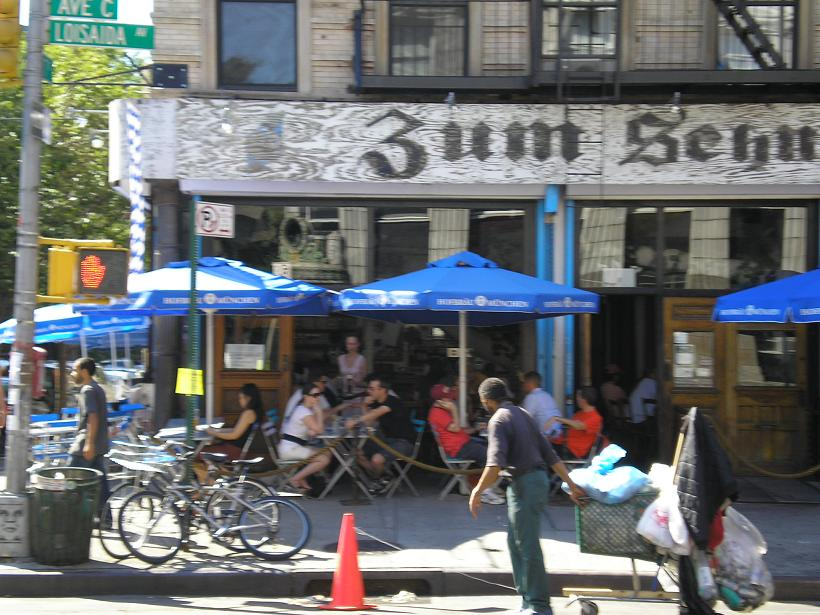
Un hombre sin hogar pasa junto a una terraza de un bar de moda en avenida C

Loisaida  /ˌloʊ.iːˈsaɪdə/ es un término derivado de la pronunciación española (y principalmente nuyorriqueña) de «Lower East Side». Acuñado originalmente por el poeta y activista Bittman «Bimbo» Rivas en su poema de 1974 «Loisaida», hace referencia a la avenida C en Alphabet City, cuya población ha sido largamente latina (principalmente nuyorriqueña) desde los años 1960.
Desde los años 1940, la demografía del vecindario ha cambiado marcadamente varias veces: la creación de la vecina Stuyvesant Town al norte, que contaba con una gran base sindicalista, luego de la Segunda Guerra Mundial añadió una población de clase media a clase media baja al área, lo que contribuyó a la eventual gentrificación del área en el siglo XXI. La construcción de grandes proyectos de vivienda por parte del gobierno al sur y al este y la creciente población latina transformaron una gran sección del vecindario a uno latino hasta fines de los años 1990 cuando el aumento de las rentas eliminó los altos índices de criminalidad y gran números de artistas y estudiantes se mudaron al área. El crecimiento de Chinatown en Manhattan se expandió a las partes sureñas del Lower East Side pero los latinos aún están concentrados en Alphabet City. Con baja criminalidad, el área alrededor de Alphabet City, el East Village y el Lower East Side rápidamente se gentrificación. Debido a que el término Alphabet City es una reliquia de los tiempos de gran criminalidad, los anglófonos se refieren a esta zona como parte del East Village mientras que los hispanófonos continúan refiriéndose a él como Loisaida.

## Criminalidad
Alphabet City está patrullado por el noveno precinto del Departamento de Policía de Nueva York, ubicado en el 321 de la calle 5 Este. El 9.º precinto es el puesto 58 de 69 entre las áreas con menor criminalidad per cápita en 2010.
El 9.º precinto tiene una menor criminalidad que en los años 1990, con un descenso en crímenes de toda categoría de un 78.3 % entre 1990 y 2018. El precinto ha reportado 0 asesinatos, 40 violaciones, 85 robos, 149 asaltos, 835 hurtos y 32 robos de autopartes en el 2018.

## Bomberos
Alphabet City tiene dos estaciones deDepartamento de Bomberos de la Ciudad de Nueva York (FDNY):
- Escalera Co. 3/Batallón 6 – 103 calle 13 Este[102]
- Bomba Co. 28/Ladder Co. 11 – 222 Calle 2 Este[103]

## Correos y códigos ZIP
Alphabet City se encuentra dentro del área del código ZIP 10009. El Servicio Postal de los Estados Unidos opera dos oficinas de correos cerca de Alphabet City:
- Peter Stuyvesant Station – 335 de la calle 14 Este[105]
- Tompkins Square Station – 244 de la calle 3 Este[106]

## Residentes notables
- Louis Abolafia (1941-1995), artista, activista social, figura folk y candidato hippie a la presidencia de Estados Unidos.
- Joaquín Badajoz, poeta y escritor
- Rosario Dawson (nacida en 1979), actriz latina
- Bobby Driscoll (1937-1968), actor
- Allen Ginsberg (1926-1997), poeta, vivió en el 206 de la calle 7 Este[107]
- Leftöver Crack, banda de punk
- Luis Guzmán (nacido en 1956), actor puertorriqueño
- Jonathan Larson (1960-1996), compositor y arreglista, fue residente en los años 80 y 90.
- John Leguizamo (nacido en 1964), actor hispano, comediante, productor y guionista
- Madonna (nacida en 1958), cantante[108]
- Charlie Parker (1920-1955), músico de jazz, vivió en el 151 de la avenida B entre la calle 9 Este y la calle 10 Este[109]
- Geraldo Rivera (nacido 1943), personalidad de la televisión, fue residente a fines de los años 1960 e inicios de los 1970.[110]
- The Strokes, banda de rock
- David Byrne, músico, líder de la banda Talking Heads.

## En la cultura popular
Novelas y poesía
- El protagonista de la novela The Russian Debutante's Handbook de Gary Shteyngart vive en Alphabet City a mediados de los 90.
- Una versión ficticia de Alphabet City se explora en el suplemento Fallen Angels del juego Kult.
- Allen Ginsberg escribió muchos poemas relacionados con las calles de su vecindario en Alphabet City .
- La novela de Henry Roth Call It Sleep se desarrolla en Alphabet City, donde vive el personaje principal de la novela y su familia.
- La novela de Jerome Charyn War Cries Over Avenue C se desarrolla en Alphabet City .
- En su libro Kitchen Confidential, Anthony Bourdain dice: «Difícilmente se toma una decisión sin drogas. Cannabis, metacualona, cocaína, LSD, hongos psilocibios remojados en miel y utilizados para endulzar el té, secobarbital, tuinal, anfetaminas, codeína y, cada vez más, heroína, la que conseguimos enviando a un muchacho latino a Alphabet City».
- La novela de horror/ciencia ficción de Brendan Deneen The Chrysalis empieza en Alphabet City, pero termina en un suburbio de Nueva Jersey.

Comics
- En Marvel Comics, Alphabet City es la ubicación del Distrito X, también conocido como «pueblo Mutante», un gueto poblado principalmente por mutantes. El gueto fue identificado como parte de Alphabet City en New X-Men #127. Fue descrito como la zona con el mayor desempleo en los Estados Unidos, el más alto ratio de analfabetismo y las condiciones más severas de tugurización fuera de Los Ángeles'. (Esto sugeriría que tendría una altísima población.) Fue destruida en X-Factor #34.

Libros de fotografías
- El libro de fotos y texto «Alphabet City» de Geoffrey Biddle[111] hace crónicas sobre la vida en Alphabet City en los años entre 1977 a 1989.
- El libro de fotografías «Street Play» de Martha Cooper[112]

Lugares
- La casa de punk y escenario independiente de conciertos C-Squat es llamada así porque se ubica en la avenida C, entre las calles 9 y 10. Los artistas y las bandas que salieron de este antiguo tugurio incluyen a Leftöver Crack, Choking Victim, y Stza. Leftöver Crack hace varias referencia a «9th and C» (novena y C), la ubicación aproximada de C-Squat en la canción «Homeo Apathy» del álbum Mediocre Genérica.

Televisión
- El ficticio precinto 15 en el drama policíaco NYPD Blue cubriría Alphabet City , por lo menos en parte.
- En una aparición en The Tonight Show, el escritor P. J. O'Rourke dijo que cuando vivió en el vecindario a fines de los años 1960, era un lugar tan peligroso que él y sus amigos se referían a las avenidas A, B y C como «Firebase Alpha», «Firebase Bravo», y «Firebase Charlie», respectivamente.
- En el episodio «My First Kill» («Mi primera muerte») en la cuarta temporada de Scrubs, J.D. (Zach Braff) utiliza un polo que dice «Alphabet City , NYC».
- La película para televisión de 1996 TV movie Mrs. Santa Claus se ubica principalmente en la avenida A en Alphabet City en 1910.[113]
- En el episodio 6 del drama policial del 2009 The Unusuals, «The Circle Line», una identidad de un ladrón compra su identificación de un dealer en Alphabet City .
- El episodio «The Pugilist Break» de la serie Forever trata de un asesinato que ocurre en Alphabet City ; El episodio muestra la historia del vecindario y su actual desarrollo y gentrificación.
- En el episodio «The Safety Dance» en la «segunda temporada» de «The Carrie Diaries», Walt ayuda a su enamorada a mudarse a un departamento en Alphabet City .
- La serie de Netflix Russian Doll realiza varias escenas en Tompkins Square Park y otras ubicaciones de Alphabet City .

Películas
- Josh Pais, que creció en Alphabet City , concibió y dirigió un documental personal, 7th Street Archivado el 27 de septiembre de 2007 en Wayback Machine., estrenado en el 2003. Filmado durante un periodo de diez años, es tanto una carta de amor a los personajes que vio cada día y una crónica de los cambios que tuvieron lugar en el vecindario.
- El padrino II fue filmado en parte de la calle 6, entre las avenidas B y C. Con el presupuesto alto que tenían, transformaron una cuadra derruida, con muchos edificios vacíos, en un vibrante vecindario de 1917. Los residentes locales fueron mantenidos fuera del área de filmación salvo que vivieran en esa cuadra o se unieran como extras.
- Alphabet City fue mencionado en el monólogo de Montgomery Brogan en la película 25th Hour.
- Una película de 1984 llamada 'Alphabet City', sobre los intentos de un traficante de drogas de abandonar su vida de crimen, se desarrolló en el distrito. Fue protagonizado por Vincent Spano, Zohra Lampert y Jami Gertz.
- Una película de 1985 de Paul Morrissey, Mixed Blood se filmó en el Alphabet City antes de la gentrificación a inicios de los años 1980.
- La película de 1999 Flawless, protagonizado por Philip Seymour Hoffman, Robert De Niro, y Wilson Jermaine Heredia, se desarrolla en Alphabet City donde se hizo toda la filmación.
- Alphabet City fue mostrada en la película 200 Cigarettes, también de 1999.
- Gran parte del filme independiente Super Size Me, estrenada en el 2004, tiene lugar en Alphabet City, cerca de la residencia del director Morgan Spurlock.
- La película de 2005 Rent, protagonizada por oRosario Dawson, Wilson Jermaine Heredia, Jesse L. Martin, Anthony Rapp, Adam Pascal, Idina Menzel, Taye Diggs, y Tracie Thoms, es una adaptación de la ópera rock de Broadway de 1996 del mismo nombre de Jonathan Larson (que a su vez está fuertemente basada en la ópera de Puccini La Boheme) y ubicada en Alphabet City entre la calle 11 y la avenida B, a pesar de que varias escenas fueron filmadas en San Francisco. A diferencia del musical, que no está fijado en un determinado periodo de tiempo, la película es clara en que la historia sucede entre 1989 y 1990. A pesar de que esto genera algunos anacronismos en la historia, el periodo de tiempo es mencionado explícitamente para establecer que la historia sucede antes de que se inicie el proceso de gentrificación de Alphabet City .
- Algunas de las escenas de la película del 2015 Ten Thousand Saints tienen lugar en Alphabet City, donde uno de los personajes vive como un precario.
- La película Rooftops (1989) dirigida por Robert Wise, fue filmada en las inmediaciones de las avenidas B, C y las calles 3 y 4.

Teatro
- El musical de Broadway Rent tiene lugar en Alphabet City. Los personajes viven en la calle 11 Este y la avenida B. Ellos pasan tiempo en locales del East Village como el Life Cafe.
- En la obra de Tony Kushner, Angels in America (y la adaptación fílmica de la misma), el personaje Louis hace un comentario acerca de «Alphabet Land», señalando que es donde vivieron los judíos cuando recién llegaron a Estados Unidos y «ahora, cien años después, es el lugar donde viven sus malogrados nietos».
- El musical ganador del Tony Award Avenue Q tiene lugar en un satírico Alphabet City. Cuando el personaje Princeton es presentado, dice «Empecé en la avenida A pero todo estaba lejos de mi presupuesto. ¡Pero este vecindario se ve mucho más barato! Oye, mira, un cártel de ‘se alquila’»

Música: Avenidas específicas
- Swans lanzó una canción titulada «93 Ave B blues» que fue la dirección del departamento de Michael Gira.
- En la canción de Bongwater «Folk Song» hay un coro que dice «Hello death, goodbye Avenue A». Ann Magnuson, cantante principal de Bongwater, vive en la avenida A.
- «Avenue A» es una canción de The Dictators, de su CD del 2001 DFFD.
- La canción de Pink Martini «Hey Eugene» tiene lugar «en una fiesta en la avenida A».
- «Avenue A» es una canción de Red Rider de su álbum de 1980, Don't Fight It.
- «The Belle of Avenue A» es una canción de Ed Sanders.
- Escort menciona la avenida A en la canción «Cabaret» de su álbum Animal Nature.
- El cantautor Ryan Adams se refiere a la avenida A y a la avenida B en su pista «New York, New York».
- El éxito de la salsa clásica de 1978 «Pedro Navaja», del cantante panameño Rubén Blades, dice al final que «los cuerpos sin vida de Pedro Barrios y Josefina Wilson fueron hallados en una de las calles adyacentes a la autopista New York Inside, en el bajo Manhattan, entre las avenidas A y B» ...
- En «Halloween Parade» de Lou Reed, de su aclamado álbum conceptual New York, menciona «los muchachos de la Avenida B y las chicas de la Avenida D».
- «Avenue B» es una canción de Gogol Bordello
- Avenue B es un álbum de Iggy Pop, que escribió el álbum mientras vivía en la Christodora House en la avenida B.
- «Avenue B» es una canción de Mike Stern
- «Avenue C» es una canción de la Count Basie Band, grabada por Barry Manilow en 1974 para su álbum Barry Manilow II.
- Se menciona en Sunrise on Avenue C, James Maddock del álbum Fragile.[114]
- «Venus of Avenue D» es una canción de Mink DeVille.
- Avenue D es mencionada en la canción de Steely Dan, «Daddy Don't Live In That New York City No More» del álbum de 1975 Katy Lied.
- Avenue D es mencionada en la canción «Capital City», de Tony Bennett en el episodio de The Simpsons «Dancin' Homer».

Música: General
- Swans se formó en la avenida B.[115]
- Elliott Smith menciona a «Alphabet City» en su canción, «Alphabet Town», del álbum del mismo nombre .
- Alphabet City es un álbum de ABC.
- «Take A Walk With The Fleshtones» es una canción de The Fleshtones de su álbum Beautiful Light (1994). La canción dedica un verso a cada avenida.
- Alphabet City es mencionada en la canción «Poster Girl» de los Backstreet Boys.
- En la canción «New York City», escrita por Cub y popularizada por They Might Be Giants, Alphabet City es mencionada en el coro.
- The Clash menciona el vecindario en la canción «Straight to Hell»: «From Alphabet City all the way a to z, dead, head»
- U2 menciona el vecindario como «Alphaville» en su canción «New York».
- En su canción «Click Click Click Click» del álbum del 2007 Bishop Allen & The Broken String, Bishop Allen canta, «Sure I've got pictures of my own, of all the people and the places that I've known. Here's when I'm carryin' your suitcase, outside of Alphabet City».
- En la canción de Dan the Automator «A Better Tomorrow», el rapero Kool Keith rima que él es el «King of New York, running Alphabet City» .
- «Alphabet City» es el nombre de la quinta pista del lanzamiento del 2004, The Wall Against Our Back de la banda de Columbus, Ohio, Two Cow Garage.
- La canción expresionista de Steve Earle «Down Here Below» (pista 2 de la Washington Square Serenade) cita: «And hey, whatever happened to Alphabet City ? Ain’t no place left in this town that a poor boy can go»
- El hit dance «Sugar is Sweeter (Danny Saber Mix)» de CJ Bolland se refiere al vecindario con las letras, «Down in Alphabet City ...»
- Mano Negra menciona Alphabet City en la canción «El Jako», del álbum King of Bongo (1991): «Avenue A: Here comes the day/Avenue B: Here goes the junky/Avenue C: There's no rescue/Death avenue is waiting for you» y «Avenue A: Here comes the day/Avenue B: Here goes the junky/Avenue C: It's an emergency/O.D.O.D. in Alphabet City ».
- El álbum de 1984 de Joe Jackson Body and Soul tiene una pista instrumental titulada «Loisaida».